# Комунар (Великоігнатовський район)
Комуна́р (рос. Коммунар, ерз. Коммунар) — селище у складі Великоігнатовського району Мордовії, Росія. Входить до складу Старочамзінського сільського поселення.
Населення — 9 осіб (2010; 10 у 2002).
Національний склад (станом на 2002 рік):
- ерзяни — 90 %

Стара назва — Куммунар.